# Mansa longicauda
Mansa longicauda är en stekelart som beskrevs av Tohru Uchida 1940. Mansa longicauda ingår i släktet Mansa och familjen brokparasitsteklar. Inga underarter finns listade i Catalogue of Life.